# みなと香椎
みなと香椎（みなとかしい）は、福岡県福岡市東区に存在する町丁である。現行の行政地名は、みなと香椎一丁目から四丁目まで。郵便番号は813-0019。

## 地理
みなと香椎は福岡湾（博多湾）の北東側の埋立て方式である人工島内に位置する町丁で、香椎副都心の一部に含まれる。当町の周辺の町では、東に香椎照葉と、南はアイランドブリッジを渡って香椎浜ふ頭とそれぞれ隣り合っている。また北へ海の中道大橋で渡って、奈多や雁の巣に着く。当町は東隣の香椎照葉と共に人工島である福岡アイランドシティの一部を構成している。

## 歴史
- 2009年（平成21年）頃に、埋立地内にみなと香椎一丁目から三丁目までを設置（福岡市の地名も参照）。

埋立等の経緯については「福岡アイランドシティ」を参照のこと。
- 2023年（令和5年）6月26日、三丁目の一部を一丁目に編入。三丁目の一部からみなと香椎四丁目を新設[4]

## 交通

### 鉄道
鉄道は通っていないため、次の西鉄バスで各方面の駅まで移動する。

### バス
路線バスについては、西日本鉄道が運営する西鉄バスが運行しており、海の中道大橋を渡って雁の巣や奈多、西戸崎駅方面、また南の千早駅、博多駅方面などへ行く路線バスが当町から利用できる。詳細については「福岡アイランドシティ」を参照のこと。

### 道路
当町は臨港地区であり、国道、福岡県道、市道は通っておらず、すべての道路が臨港道路である。

## 施設

### 港湾施設
港湾施設は次の通り。
- 係留施設

| バースの名称           | 水深（m） | バース数 | 延長（m） |
| ---------------------- | --------- | -------- | --------- |
| 外貿コンテナターミナル | -15.0     | 1        | 350       |
| 外貿コンテナターミナル | -14.0     | 1        | 330       |
| 外内貿ターミナル       | -7.5      | 4        | 520       |
| 外内貿ターミナル       | -11       | 1        | 190       |

- 外貿コンテナターミナル[注釈 1]

| 内容                | 規模等     |
| ------------------- | ---------- |
| 面積                | 36.4ha     |
| 岸壁 （水深 -15ｍ） | 1バース    |
| 岸壁 （水深 -14ｍ） | 1バース    |
| ガントリークレーン  | 5基        |
| 冷凍コンセント      | 368口      |
| コンテナ蔵置能力    | 約5,552TEU |

## 周辺
三丁目
- 福岡市中央卸売市場青果市場（ベジフルスタジアム）
  - 福岡大同青果